# Roberto Parra
Roberto Parra Mateo, né le 6 avril 1976 à Socuéllamos, est un athlète espagnol, spécialiste des courses de demi-fond.

## Biographie
Il remporte le titre du 800 m lors des Championnats d'Europe en salle 1996, à Stockholm, en devançant l'Italien Giuseppe D'Urso et le Polonais Wojciech Kałdowski.

### Palmarès
| Date | Compétition                    | Lieu        | Résultat | Épreuve |
| ---- | ------------------------------ | ----------- | -------- | ------- |
| 1995 | Championnats d'Europe juniors  | Nyíregyháza | 1er      | 800 m   |
| 1996 | Championnats d'Europe en salle | Stockholm   | 1er      | 800 m   |
| 2000 | Championnats d'Europe en salle | Gand        | 5e       | 800 m   |
| 2003 | Championnats du monde en salle | Birmingham  | 9e       | 1 500 m |
| 2003 | Championnats du monde          | Paris       | 10e      | 1 500 m |

### Records
| Épreuve | Épreuve   | Performance   | Lieu      | Date            |
| ------- | --------- | ------------- | --------- | --------------- |
| 800 m   | Plein air | 1 min 44 s 97 | Madrid    | 2 juin 1996     |
| 800 m   | Salle     | 1 min 46 s 48 | Stockholm | 15 février 2001 |
| 1 500 m | Plein air | 3 min 35 s 02 | Paris     | 27 août 2003    |
| 1 500 m | Salle     | 3 min 34 s 66 | Séville   | 22 février 2003 |